# Синдром Бадда — Киари
Синдром Бадда — Киари — состояние, обусловленное нарушением оттока крови из печени. Возникает в результате восходящего тромбоза в нижней полой вене с последующей облитерацией устьев печёночных вен. 

## Эпидемиология
Частота возникновения синдрома Бадда — Киари составляет 1 случай на 100 000 населения.

## Классификация
По генезу:
- Первичный синдром Бадда — Киари.

Причиной возникновения является врождённый стеноз или мембранозное заращение нижней полой вены. 
- Вторичный синдром Бадда — Киари.

Причинами возникновения могут быть врождённые  и приобретённые тромбофилии, перитонит, опухоли брюшной полости, цирроз печени, полицитемии, висцеральный тромбофлебит. 
По течению:
- Острый – результат тромбоза печёночных вен или нижней полой вены, симптомы возникают внезапно и носят выраженный характер. Как правило, заканчивается летально через несколько дней.

- Хронический.

По локализации обструкции:
I тип синдрома Бадда — Киари — обструкция нижней полой вены и вторичная обструкция печёночной вены.
II тип синдрома Бадда — Киари — обструкция крупных печёночных вен.
III тип синдрома Бадда — Киари — обструкция мелких вен печени.

## Диагностика
- Ультразвуковое исследование позволяет выявить признаки диффузного поражения печени и обнаружить тромб в просвете печёночных вен или нижней полой вены;
- допплеровская ультрасонография используется для визуализации тромба в просвете вен, а так же позволяет обнаружить сеть коллатералей;
- МРТ позволяет обнаружить поражение печени;
- коагулограмма используется для выявления нарушений свёртывающей системы крови;
- биохимический анализ крови необходим для оценки повреждения печени, необходимы показатели АСТ, АЛТ и ЩФ.

## Лечение

#### Консервативное лечение
Медикаментозная терапия оказывает кратковременный и, как правило, не выраженный эффект, применяют антикоагулянты, тромболитическую терапию при острой форме синдрома, диуретики. 

#### Хирургическое лечение
При неэффективности консервативной терапии, необходимо хирургическое лечение: при первичном синдроме, проводят ангиопластику, при вторичном – шунтирование. Пациентам с острой формой показана трансплантация печени. 
Пятилетняя выживаемость после трансплантации печени составляет 50-96%.